# Muscle opposant du petit doigt de la main
Le muscle opposant du petit doigt de la main est un muscle intrinsèque de la main. Il fait partie des muscles de l'éminence hypothénar.

## Origine
Le muscle opposant du petit doigt de la main se fixe sur l'hamulus de l'os hamatum, sur la partie inférieure et médiale du rétinaculum des fléchisseurs et sur le ligament piso-hamatum.

## Trajet
Le muscle opposant du petit doigt de la main se porte en bas et en dedans.

## Terminaison
Ce muscle se termine sur le bord médial du cinquième métacarpien.

## Innervation
Ce muscle est innervé par le rameau profond du nerf ulnaire.

## Action
Ce muscle est adducteur et antépulseur du petit doigt et permet sa mise en opposition avec le pouce.
Il permet avec le muscle opposant du pouce de former le creux de la main.

## Galerie

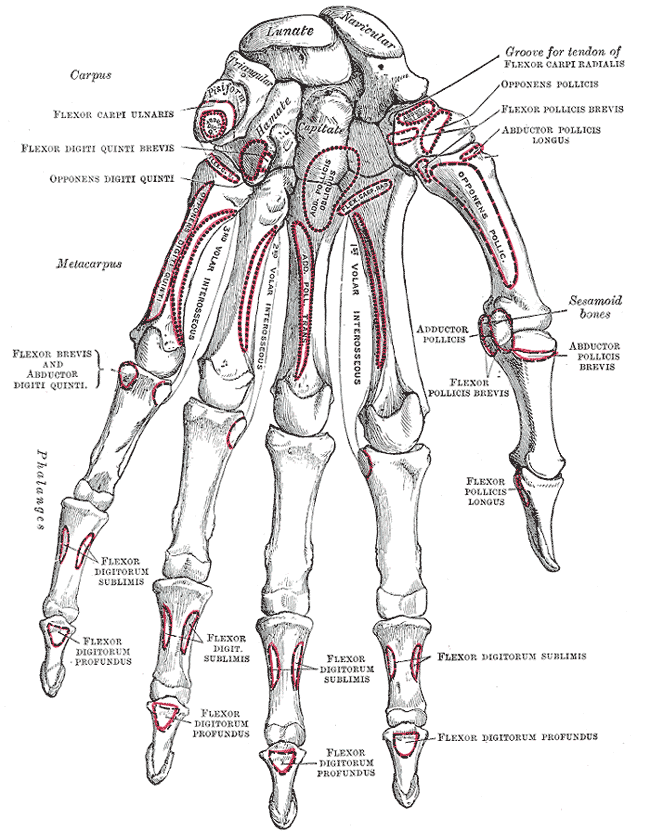
Insertions du muscle opposant du petit doigt de la main (opponens digiti quinti)